# 茨城県道289号富谷稲田線

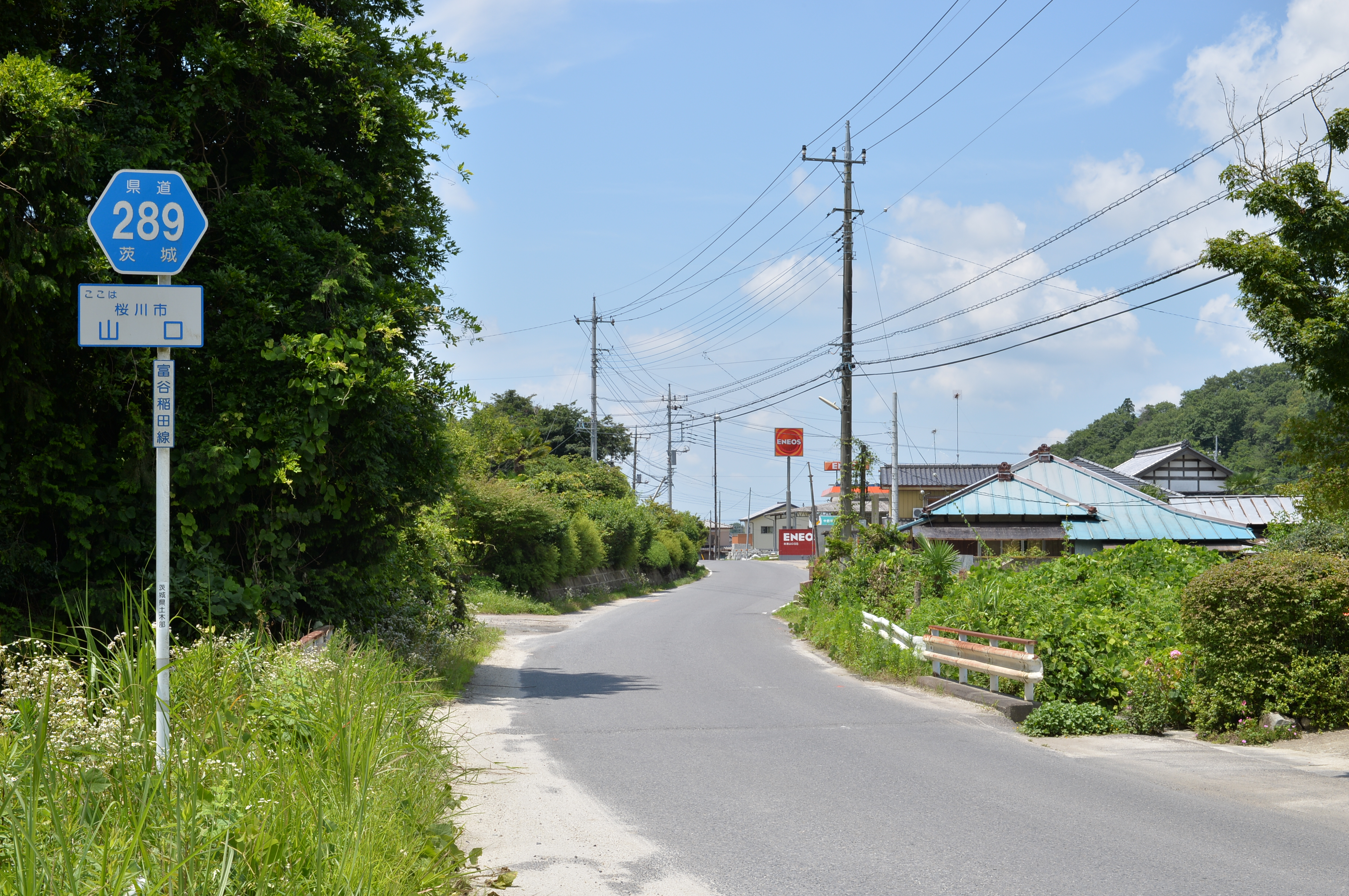
茨城県道289号富谷稲田線
桜川市山口（2014年7月）

茨城県道289号富谷稲田線（いばらきけんどう289ごう とみやいなだせん）は、茨城県桜川市から笠間市までを結ぶ一般県道である。

## 概要
茨城県桜川市富谷の茨城県道41号つくば益子線分岐を起点として東方向へ進み、笠間市稲田の国道50号交点（稲田交差点）を終点とする経路で、途中、桜川市南飯田 - 亀岡にかけて茨城県道257号西小塙真岡線と重複する。ほぼ、国道50号と並行した北側に位置する。

### 路線データ
- 起点：茨城県桜川市富谷字馬場463（茨城県道41号つくば益子線交点）[注釈 1]
- 終点：茨城県笠間市稲田（国道50号交点〈稲田交差点〉）[注釈 2]
- 総延長：11.915 km[2]
- 重用延長：1.146 km[2]
- 未供用延長：なし[2]
- 実延長：10.769 km[2]
- 自動車交通不能区間延長[注釈 3]：なし[2]

## 歴史
1959年（昭和34年）10月14日、新たな県道として西茨城郡岩瀬町大字富谷を起点とし、笠間市稲田町を終点とする区間を本路線とする県道富谷稲田線として茨城県が県道路線認定した。
1995年（平成7年）に整理番号289となり現在に至る。

### 年表
- 1949年（昭和24年）7月13日：現在の路線の前身である茂木岩瀬線の一部が供用する。[3]
- 1959年（昭和34年）10月14日
  - 現在の路線が路線認定される（図面対照番号235）[4]。
  - 道路の区域は、西茨城郡岩瀬町大字富谷の県道岩瀬益子線（現在の県道つくば益子線にあたる）分岐から笠間市稲田町の二級国道前橋水戸線（国道50号）交点までと決定された[5]。
- 1971年（昭和46年）9月2日：西茨城郡岩瀬町大字富谷 - 大字久原の県道岩瀬益子線バイパスの供用に伴い、岩瀬益子線の旧道を取り込んで起点側を165 m延長。現在の起点位置となる[1]。
- 1990年（平成2年）4月5日
  - 岩瀬町大字南飯田 - 大字小塩の現道拡幅及びバイパス新設区域（2.8427 km）が決定する[6]。
  - 岩瀬町大字亀岡 - 大字福崎のバイパス道路を供用開始[7]。
- 1995年（平成7年）3月30日：整理番号291から現在の番号（整理番号289）に変更される[8]。
- 2005年（平成17年）9月20日：岩瀬町大字亀岡地内（207 m）、同町大字福崎地内（410 m）の道路改良により旧道が岩瀬市道に降格[9]。

## 路線状況
桜川市亀岡 - 山口にかけて一部で道路改良済みであるが、大部分は未改良の1〜1.5車線の狭隘な道路が続く。特に笠間市稲田地区は、交通量は少ないものの離合困難な箇所がある上、御影石の石切場へ出入りする大型ダンプカー等が通行することがある。

### 道路施設
- 南橋（大川、桜川市南飯田）
- 菊能橋（布川、桜川市亀岡）
- 川端橋（桜川、桜川市山口）
- 中田橋（桜川、桜川市山口）
- 山口橋（桜川、桜川市山口）
- 堂岸橋（稲田沢川、笠間市稲田）

## 地理
桜川市は岩瀬盆地北部の農耕地域を東西に横断し、桜川市と笠間市の市境付近で、標高は低いが八溝山地を越える山道になる。笠間市稲田地区では、特産の御影石（稲田石）の石切場や石材加工場が沿線に集まる。

### 通過する自治体
- 桜川市 - 笠間市

### 交差する道路
- 茨城県道257号西小塙真岡線（桜川市亀岡）

### 沿線
- 石の百年館（笠間市稲田）